# Pseudonaja guttata
Pseudonaja guttata là một loài rắn trong họ Rắn hổ. Loài này được Parker mô tả khoa học đầu tiên năm 1926.